# نورمان ريد
نورمان ريد (26 ديسمبر 1890 - 6 يونيو 1947) (بالإنجليزية: Norman Reid)‏ هو لاعب كريكت جنوب أفريقي. شارك مع منتخب جنوب أفريقيا الوطني للكريكت.

## وصلات خارجية
- نورمان ريد على موقع إي آس بي آن كريك إنفو (الإنجليزية)